# Wolgast

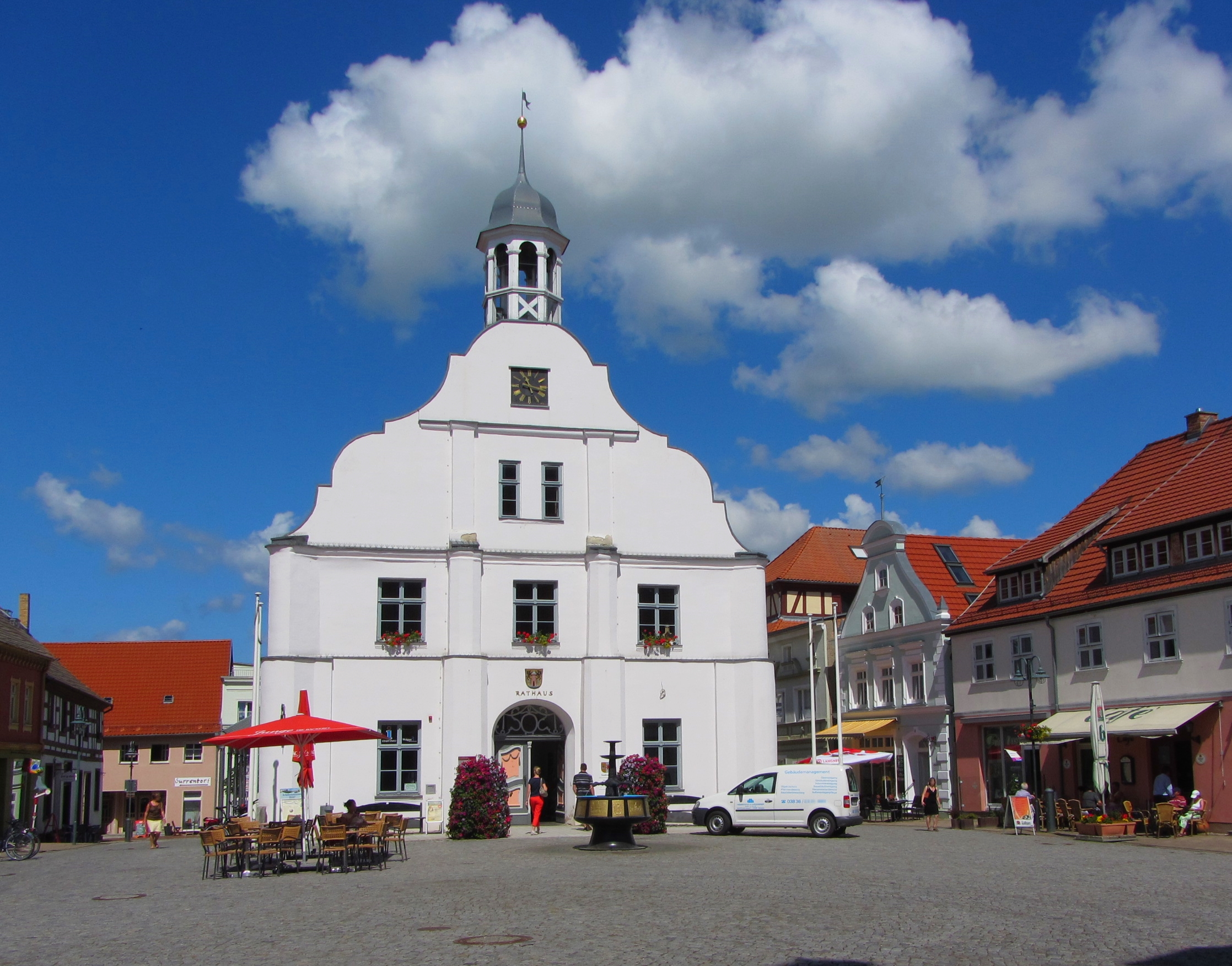
Rathaus Wolgast

Wolgast (← germană, poloneză Wołogoszcz, pomeraniană Wòłogòszcz) este un oraș în regiunea Mecklenburg-Pomerania Inferioară, Germania. Are o populație de 12 879 locuitori și suprafață de 19,2 km². A fost una din capitale pomeraniane.

## Personalități născute aici
- Franka Dietzsch (n. 1968), atletă.

1. ↑  Alle politisch selbständigen Gemeinden mit ausgewählten Merkmalen am 31.12.2018 (4. Quartal) (în germană), Statistisches Bundesamt[*], arhivat din original la 10 martie 2019, accesat în 10 martie 2019